# Kasza Sándor
Vitéz Kasza Sándor (Bácskossuthfalva, 1896 – Budapest, 1945. február 3.?) az Osztrák–Magyar Monarchia 6 légigyőzelmet elérő ászpilótája volt az első világháborúban.

## Élete
Kasza Sándor 1896-ban született a vajdasági Bácskossuthfalván. A világháború kitörését követően 1915-ben hívták be a 86. gyalogezredhez. Szeptemberben jelentkezett a légierőhöz és Németországban, Brandenburg és Hamburg városokban végezte el a pilótatanfolyamot; ezután pilótaoktatóként szolgált a bécsújhelyi repülőpótkeret tagjaként. 1917 augusztusában átirányították az olasz frontra, a Haidenschaftban állomásozó 55. vadászrepülő-századhoz. November 15-én szerezte első légi győzelmét, egy olasz Savoia-Pomilio felderítőt lőtt le. November 17-én egy Nieuport vadászgépet, november 23-án pedig újabb Nieuportot kényszerített földre. 1917. december 1-én megkapta a 12 ellenséges terület fölötti bevetésért járó tábori pilóta jelvényt. 
1918. január 12-én két másik tapasztalt pilótával, Kiss Józseffel és Georg Kenziannal közösen osztrák-magyar területen kényszerleszállásra bírtak egy brit B.E.8-as felderítőt-bombázót, Kiss pedig alacsonyan repülve géppuskasorozatokkal kergette el a gép személyzetét, hogy ne semmisíthessék meg a zsákmányul ejthető repülőt. Kasza május 22-én egy Sopwith lelövésével megszerezte az ászpilótai státuszhoz szükséges ötödik győzelmet, majd június 9-én Aqua Viva mellett megsemmisített egy Sopwith Camelt.  
1918. június 13-án repülőgépe ismeretlen okból lezuhant, de Kaszának sikerült időben, 6-7 méter magasságból kiugrania és minimális sérülésekkel megúszta az esetet. Júliusban áthelyezték a 15. távolfelderítő-századhoz, a következő hónapban pedig a 11. távolfelderítőkhöz San Giustinába.   
A háború után Kasza a független Magyarország légierejében szolgált, előbb a 2. repülőosztályban, majd a Vörös Légierő 8. repülőszázadában. 1938-ban A Légügyi Hivatal állományában volt pilótaoktató. A nyilvántartás szerint a második világháború végén, Budapest ostromakor, 1945. február 3-án elesett egy Kasza Sándor nevű főtörzsőrmester, de bizonyosan nem állítható, hogy azonos volt a pilóta Kaszával.

## Kitüntetései
- Arany Vitézségi Érem (háromszor)
- Ezüst Vitézségi érem I. osztály (kétszer)
- Ezüst Vitézségi Érem II. osztály
- Bronz Vitézségi Érem
- Károly-csapatkereszt

## Győzelmei
| Sorszám | Dátum             | Egység           | Repülőgép      | Ellenfél            |
| ------- | ----------------- | ---------------- | -------------- | ------------------- |
| 1       | 1917 november 15. | 55. vadászszázad | Albatros D.III | Savoia-Pomilio      |
| 2       | 1917 november 17. | 55. vadászszázad | Albatros D.III | Nierpourt felderítő |
| 3       | 1917 november 23. | 55. vadászszázad | Albatros D.III | Nierpourt felderítő |
| 4       | 1918 január 12.   | 55. vadászszázad | Albatros D.III | RE.8                |
| 5       | 1918 május 22.    | 55. vadászszázad | Albatros D.III | Sopwith Camel       |
| 6       | 1918 június 9.    | 55. vadászszázad | Albatros D.III | Bristol F.2b        |